# Dragør Kirke
Dragør Kirke indviet den 26. april 1885. ligger på Kirkevej 170 i Dragør. Kirken der er tegnet af arkitekt J.H. Wessel er opført i en tidstypisk, nygotisk stil med et klart forbillede i Taarbæk Kirke.

## Historie
I 1449 tillod Roskildebispen Københavns Domkapitel at opstille et transportabelt alter på det årlige sildemarked, som forøgede Dragørlejets indbyggertal for en kort tid. Efter reformationen forsvandt også alteret
Omkring 1520 var Store Magleby Kirke også Dragørs kirke. Den var kirke for de af kong Christian 2. importerede 24 hollandske familier og i flere hundrede år blev der således prædiket på hollandsk i den kirke, som altså også skulle betjene den dansktalende befolkning i Dragør, indtil Dragør kirke stod færdig i 1885. Kirken fungerede dog som filialkirke til Store Magleby indtil 1954, hvor Dragør blev et selvstændigt sogn.

## Kirkebygningen
- Dragør Kirke
- Apsis

### Tårnur
Tårnuret er fra 1764 og opsat af urmager Bernhard Larsen 1882. Værket trækker en urskive af glas mod øst og har en gangtid på 3 dage.

## Gravminder
- Mindeplade på apsis over dem, der blev borte på søen.

Dirch Passer er begravet på kirkegården.

## Eksterne kilder og henvisninger
- Dragør Kirke Arkiveret 2. september 2017 hos  Wayback Machine hos denstoredanske.dk
- Dragør Kirke Arkiveret 19. september 2015 hos  Wayback Machine hos KortTilKirken.dk